# Syndroom van Potter
Het syndroom van Potter ofwel pottersequentie is een zeldzame aangeboren aandoening waarbij een ongeboren kind geen of zwaar misvormde nieren heeft. Hierdoor maakt de ongeboren vrucht geen vruchtwater aan, waardoor er geen voeding is voor de longen en die zich niet kunnen ontwikkelen. Een kind met het syndroom van Potter overlijdt voor of kort na de geboorte.

## Verschijning
Potter komt voor bij 1 op 5000 vruchten, bij jongetjes wat vaker dan bij meisjes. Erfelijke factoren kunnen een rol spelen in de ontwikkeling van het syndroom, maar dit is niet noodzakelijk. Het syndroom van Potter is niet te behandelen. De aandoening is prenataal zichtbaar. Kinderen met het syndroom van potter vertonen onder meer vormafwijkingen aan de oorschelp van laag ingeplante oren en hypertelorisme.
In september 2013 werd bekend dat bij een Amerikaans congreslid een experimentele behandeling is toegepast, waarbij een zoutoplossing in de buik van de moeder werd geïnjecteerd. Drie weken na de geboorte maakte de baby het naar omstandigheden goed, ondanks een extreme vroeggeboorte. Na een jaar zal er een niertransplantatie moeten plaatsvinden.
Het syndroom van Potter is vernoemd naar de Amerikaanse patholoog Edith Louise Potter (1868-1956).